# Roberto Cassetti
Roberto Cassetti (* 1945 in Neapel; † 20. Februar 2025 in Rom) war ein italienischer Architekt, Stadtplaner und Hochschullehrer.

## Leben
Roberto Cassetti graduierte 1970 mit Auszeichnung in Architektur an der römischen Universität La Sapienza. Von 1970 bis 1971 war er Dozent an der Universität Rom La Sapienza. Im Rahmen eines nationalen Forschungs- und Fortbildungsstipendiums des Ministeriums für öffentliche Bildung im Bereich Stadtplanung erwarb er sein Doktorat von 1971 bis 1973 an derselben Universität. Von 1973 bis 1997 war er als Forscher an der La Sapienza tätig. 1991 erfolgte die Ernennung zum Außerordentlichen Professor für Stadtplanung. Seit 2000 war er als Dozent im Rahmen des Forschungsdoktorats für Siedlungssanierung und Wiederaufbau an der Universität Rom engagiert und leitete zusammen mit Marcello Fagiolo das Programm „Opus“.
Cassetti lehrte zudem an verschiedenen Universitäten in Bari (1973–1974), Neapel (1975–1976), Reggio Calabria (1980–1981) sowie in Masterstudiengängen der Stufe II in Rom La Sapienza (2001–2002, 2003–2004), Universität Neapel (2003–2004), Universität Arezzo (2003–2004). Seit 1997 war er Mitglied der Zentralkommission der Universität La Sapienza, der Zentralkommission für Doktoranden, ebenfalls der Universität La Sapienza (2000–2006) und seit 2000 Vorsitzender der Forschungskommission der Fakultät für Architektur Valle Giulia. Er war Mitglied des wissenschaftlichen Ausschusses des Regionalinstituts für Studien zur wirtschaftlichen und territorialen Planung von Latium. Er war zudem Berater der Generaldirektion für Regionalpolitik der Europäischen Kommission, der Kommission für Umwelt, Raumordnung und öffentliche Arbeiten der Abgeordnetenkammer und des Ministers für Sondermaßnahmen im Mezzogiorno.
Cassetti nahm an nationalen Planungsprojekten wie dem Projekt 80 (Progetto 80) und dem Allgemeinen Verkehrsplan von 1984 (Piano Generale dei Trasporti) teil. Er war beteiligt an zahlreichen raumplanerischen Überlegungen und Planungsvorhaben wie dem Rahmenplan für das Gebiet und der regionale Raumplan von Molise (Piano territoriale regionale del Molise) in den Jahren 1973 und 1975; der Raumplan für Südapulien (Piano territoriale della Puglia meridionale), 1976; der Rahmenplan für das Gebiet von Latium (Quadro di riferimento territoriale del Lazio), 1980; der Rahmenplan für Maßnahmen im Mezzogiorno (Quadro di riferimento territoriale per gli interventi nel Mezzogiorno), 1983; der Rahmenplan für den Allgemeinen Verkehrsplan (Quadro di riferimento territoriale per il Piano generale dei Trasporti), 1985; der regionale Rahmenplan und das allgemeine Raumplan-Schema von Latium (Quadro di riferimento territoriale regionale e lo Schema di piano territoriale generale del Lazio), 1998 und 2001. Zudem war er Verfasser und Planer verschiedener städtischer Sanierungspläne.

## Schriften
- Metropoli e qualità dell’ambiente, Gangemi Editore 1991, ISBN 978-8874-48410-2
- Roma e Lazio: idee e piani. 1870–2000, Gangemi Editore 2004, ISBN 978-8849-20547-3
- Il centro storico di Roma. Storia e progetto, Gangemi Editore 2004, ISBN 978-8849-20646-3
- Roma e Lazio 1870–1945. La costruzione della capitale e della sua regione, Gangemi Editore 2005, ISBN 978-8849-20723-1
- Roma e Lazio L’urbanistica. Idee e piani dall’Unità ad oggi, Gangemi Editore 2006, ISBN 978-8849-21024-8
- Roma contemporanea. Storia e Progetto, Gangemi Editore 2006, ISBN 978-8849-21132-0, mit Spagnesi Gianfranco
- Roma e Lazio 1945–2007. La formazione di una regione urbana, Gangemi Editore 2008, ISBN 978-8849-21381-2
- La città compatta. Dopo la Postmodernità. I nuovi codici del disegno urbano, Gangemi Editore 2012, ISBN 978-8849-22230-2
- I nuovi paradigmi dell’urbanistica. L’Idea di città della Terza ondata. Lectio, Gangemi Editore 2016, ISBN 978-8849-22858-8
- Urbanistica in transizione, Mimesis Edizioni 2016, ISBN 978-8857-53559-3 mit Pier Luigi Paolillo